# Epitrimerus geranii
Epitrimerus geranii är en spindeldjursart som först beskrevs av Johan Ivar Liro 1941.  Epitrimerus geranii ingår i släktet Epitrimerus, och familjen Eriophyidae. Arten är reproducerande i Sverige.